# Pålsundet
För andra betydelser, se Pålsundet (olika betydelser).

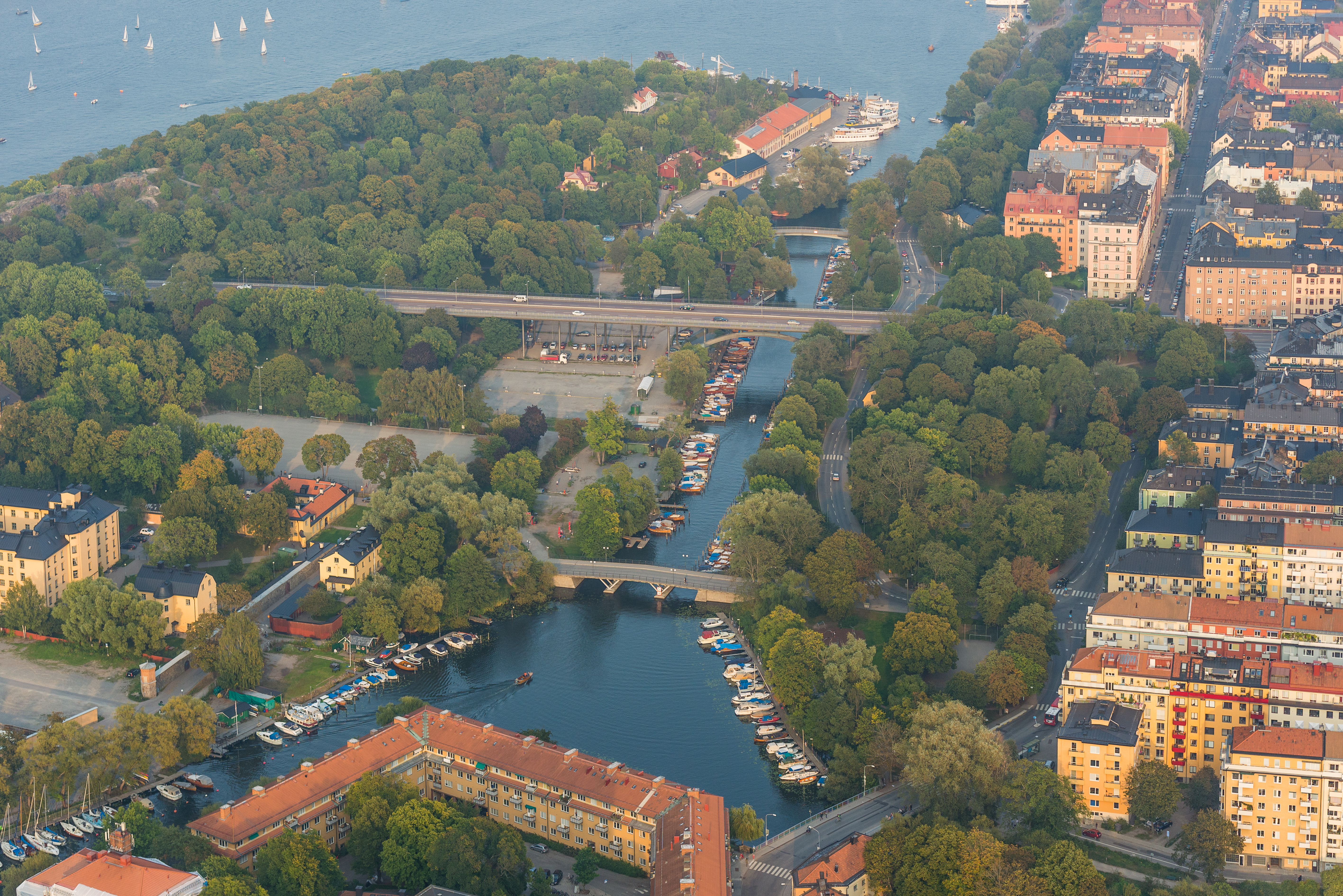
Pålsundet i september 2014 med Långholmen till vänster och Södermalm till höger. I förgrunden Reimersholme.

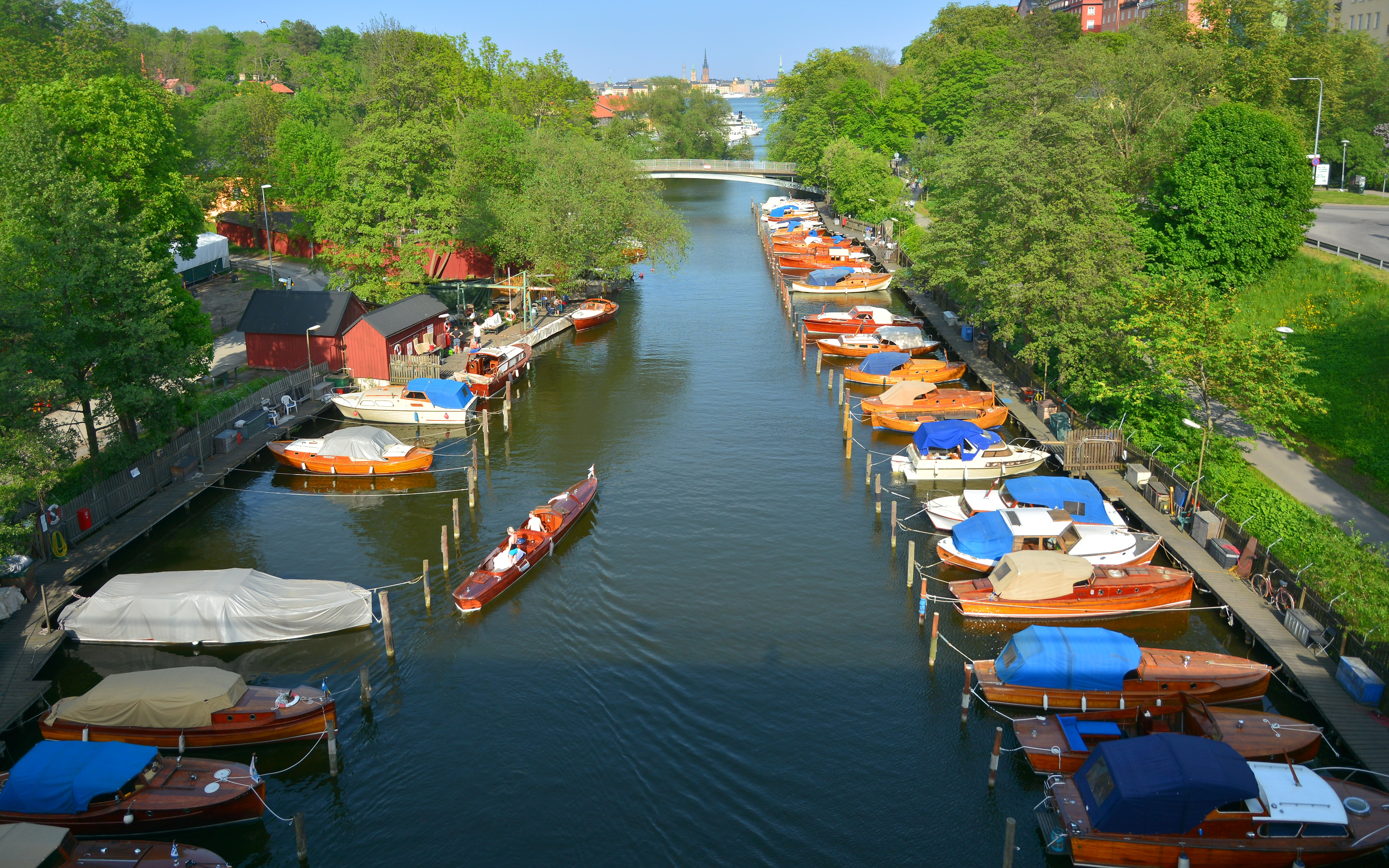
Pålsundet mot öst, foto från Västerbron. I bakgrunden Pålsundsbron.

Pålsundet är ett cirka 600 meter långt sund mellan ön Långholmen och Södermalm i Stockholm.
Pålsundets förlängning mot väst är Långholmskanalen och mot öst mynnar den ut i Riddarfjärden. Tre broar leder över Pålsundet, det är från väst Långholmsbron, Västerbron och Pålsundsbron.

## Historik
Namnet "Pålsund" finns redan på Tillæus karta från 1733 under "Påhl Sundet" och syftar till att det fanns förpålningar ungefär på Pålsundsbrons nuvarande läge. Denna pålspärr för sjötrafik gick tillbaka till Gustav II Adolfs tid. Sedan "lilla tullen" infördes år 1622 var Pålsundet sjötull för trafiken till och från Mälaren och sundet pålades igen för att stoppa smitare. Så sent som 1835 beskrev Drätselkommissionen hur man då reglerade trafiken genom Pålsundet. Utmed det mellersta brofacket fanns ett "tullstängsel", bestående av en järnkätting med tillhörande hjul, med vilken kättingen kunde höjas och sänkas.
På en karta från 1841 anges namnet Spinnhus Viken som syftade på det närbelägna spinnhuset på Långholmen.
Idag är Pålsundet en omtyckt och central belägen sommarliggplats för fritidsbåtar. De många pålar som idag finns i sundet är avsedda att förtöja båten vid.